# Moussa Wagué
Moussa Wagué (Bignona, 4 oktober 1998) is een Senegalees voetballer die doorgaans als verdediger speelt. Wagué debuteerde in 2017 in het Senegalees voetbalelftal.

## Carrière
KAS Eupen nam Wagué in januari 2017 over van de Aspire Academy, waarmee de Belgische club samenwerkt. Na enkele maanden mocht hij zijn debuut in de Eerste klasse maken: op 21 januari 2017 kreeg hij van trainer Jordi Condom een basisplaats in een thuiswedstrijd tegen RC Genk (0-1). Hij speelde in zijn eerste (halve) seizoen vijftien wedstrijden in het eerste elftal. Hij werd in 2018 gehaald door FC Barcelona en mocht voor het B-elftal gaan spelen, In 2019 maakte hij zijn debuut voor FC Barcelona. Hier kreeg Wagué geen speeltijd en werd in augustus 2020 uitgeleend OGC Nice, maar keerde in september 2020 alweer terug doordat hij de club niet kon overtuigen naar 5 wedstrijden. Dezelfde maand werd hij nog aan PAOK Saloniki uitgeleend. Op 13 december speelde Wagué een wedstrijd tegen Aris Thessaloniki. Hij wilde voorkomen dat er werd gescoord omdat de keeper niet in het goal stond, Wagué rent naar de bal die op het punt staat in het goal te gaan. Hierbij glijd hij uit en zijn rechterbeen raakt paal terwijl hij in topsnelheid was. Wagué brak zijn knieschijf en scheurde kniepees en knieschijfband af. Hij staakte zijn loopbaan tijdelijk.

## Clubstatistieken
| Seizoen         | Club            | Competitie         | Competitie | Competitie | Beker | Beker | Supercup | Supercup | Europees | Europees | Totaal | Totaal |
| Seizoen         | Club            | Competitie         | Wed.       | Dlp.       | Wed.  | Dlp.  | Wed.     | Dlp.     | Wed.     | Dlp.     | Wed.   | Dlp.   |
| --------------- | --------------- | ------------------ | ---------- | ---------- | ----- | ----- | -------- | -------- | -------- | -------- | ------ | ------ |
| 2016/17         | KAS Eupen       | Eerste klasse      | 14         | 1          | 1     | 0     | —        | —        | —        | —        | 15     | 1      |
| 2017/18         | KAS Eupen       | Eerste klasse      | 26         | 0          | 2     | 0     | —        | —        | —        | —        | 28     | 0      |
| 2018/19         | FC Barcelona B  | Segunda División B | 20         | 2          | 0     | 0     | —        | —        | —        | —        | 20     | 2      |
| 2018/19         | FC Barcelona    | Primera División   | 3          | 0          | 0     | 0     | 0        | 0        | 0        | 0        | 3      | 0      |
| 2019/20         | FC Barcelona    | Primera División   | 1          | 0          | 0     | 0     | 0        | 0        | 2        | 0        | 3      | 0      |
| 2019/20         | → OGC Nice      | Ligue 1            | 5          | 0          | 0     | 0     | 0        | 0        | 2        | 0        | 5      | 0      |
| 2020/21         | → PAOK Saloniki | Super League       | 7          | 0          | 0     | 0     | —        | —        | 5        | 0        | 12     | 0      |
| 2021/22         | FC Barcelona    | Primera División   | 0          | 0          | 0     | 0     | 0        | 0        | 0        | 0        | 0      | 0      |
| Carrière totaal | Carrière totaal | Carrière totaal    | 76         | 3          | 3     | 0     | 0        | 0        | 2        | 0        | 74     | 3      |

## Interlandcarrière
Wagué maakte deel uit van het Senegal –20 dat als vierde eindigde op het WK –20 in 2015. Hij maakte op 23 maart 2017 zijn debuut in het Senegalees voetbalelftal, in een oefeninterland tegen Nigeria (1–1). Wagué vertegenwoordigde Senegal bij het wereldkampioenschap 2018 in Rusland, waar de Afrikanen waren ingedeeld in groep H, samen met Polen, Colombia en Japan. Na een 2–1 zege op Polen, dankzij de winnende treffer van M'Baye Niang, speelde de West-Afrikaanse ploeg met 2–2 gelijk tegen Japan, waarna in de slotwedstrijd op 28 juni met 1–0 verloren werd van groepswinnaar Colombia. De selectie van bondscoach Aliou Cissé eindigde in punten en doelpunten exact gelijk met nummer twee Japan, maar moest desondanks naar huis: Senegal werd het eerste land dat op basis van de Fair Play-regels werd uitgeschakeld, omdat de ploeg iets meer gele kaarten kreeg dan Japan. Mede daardoor beleefde het Afrikaanse continent de slechtste WK sinds 1982. Wagué speelde mee in alle drie de WK-duels.
| Interlands van Moussa Wagué voor Senegal | Interlands van Moussa Wagué voor Senegal | Interlands van Moussa Wagué voor Senegal | Interlands van Moussa Wagué voor Senegal | Interlands van Moussa Wagué voor Senegal | Interlands van Moussa Wagué voor Senegal |
| №                                        | Datum                                    | Wedstrijd                                | Uitslag                                  | Soort wedstrijd                          | Goals                                    |
| Als speler bij KAS Eupen                 | Als speler bij KAS Eupen                 | Als speler bij KAS Eupen                 | Als speler bij KAS Eupen                 | Als speler bij KAS Eupen                 | Als speler bij KAS Eupen                 |
| ---------------------------------------- | ---------------------------------------- | ---------------------------------------- | ---------------------------------------- | ---------------------------------------- | ---------------------------------------- |
| 1.                                       | 23 maart 2017                            | Nigeria − Senegal                        | 1 – 1                                    | vriendschappelijk                        | 0                                        |
| 2.                                       | 10 juni 2017                             | Senegal − Equatoriaal-Guinea             | 3 – 0                                    | Afrika Cup kwalificatie                  | 0                                        |
| 3.                                       | 2 september 2017                         | Senegal − Burkina Faso                   | 0 – 0                                    | WK-kwalificatie                          | 0                                        |
| 4.                                       | 5 september 2017                         | Burkina Faso − Senegal                   | 2 – 2                                    | WK-kwalificatie                          | 0                                        |
| 5.                                       | 7 oktober 2017                           | Kaapverdië − Senegal                     | 0 – 2                                    | WK-kwalificatie                          | 0                                        |
| 6.                                       | 14 november 2017                         | Senegal − Zuid-Afrika                    | 2 – 1                                    | WK-kwalificatie                          | 0                                        |
| 7.                                       | 27 maart 2018                            | Senegal – Bosnië en Herzegovina          | 0 – 0                                    | vriendschappelijk                        | 0                                        |
| 8.                                       | 31 mei 2018                              | Luxemburg – Senegal                      | 0 – 0                                    | Vriendschappelijk                        | 0                                        |
| 9.                                       | 19 juni 2018                             | Polen – Senegal                          | 1 – 2                                    | WK 2018                                  | 0                                        |
| 10.                                      | 24 juni 2018                             | Japan – Senegal                          | 0 – 0                                    | WK 2018                                  | 1                                        |

1 Diallo ·
2 Kara ·
3 Koulibaly ·
4 Mbengue‎ ·
5 Gueye ·
6 Sané ·
7 Sow ·
8 Kouyaté  ·
9 Diouf ·
10 Mané ·
11 N'Doye ·
12 Sabaly ·
13 A. N'Diaye ·
14 Konaté ·
15 Sakho ·
16 K. N'Diaye ·
17 B. N'Diaye ·
18 Sarr ·
19 Niang ·
20 Baldé ·
21 Gassama ·
22 Wagué ·
23 Gomis · 
Coach: Cissé